# Onitis politus
Onitis politus là một loài bọ cánh cứng trong họ Bọ hung (Scarabaeidae).